# Aillevillers-et-Lyaumont
Aillevillers-et-Lyaumont là một xã thuộc tỉnh Haute-Saône trong vùng Bourgogne-Franche-Comté phía đông nước Pháp.